# Peter Kern (Pädagoge)
Peter Kern (* 9. Mai 1940 in Liegnitz, Niederschlesien) ist ein deutscher Pädagoge.

## Leben
Kern studierte bei Hartmut von Hentig an der Georg-August-Universität Göttingen und wurde bei Kurt Aurin an der Gottfried-Wilhelm-Leibniz-Universität Hannover mit einer Arbeit über vergleichende Pädagogik zum Dr. phil. promoviert. Seine Arbeitsschwerpunkte sind die Friedens- und Ökopädagogik, Vorträge und Trainings zu ökologischen und ethischen Fragen in der Wirtschaft.
Berufung zum Professor:
Von 1973 bis 1982 unterrichtete er an der (1984 aufgelösten) Pädagogischen Hochschule Lörrach und setzte seine Tätigkeit bis 2005 an der Pädagogischen Hochschule Freiburg i. B. fort.

## Privates
Einer seiner Söhne ist der Schriftsteller Björn Kern.

## Schriften
- Ethik und Wirtschaft, 4. Auflage. Frankfurt/M. 1993. ISBN 3-631-42393-4
- Recht auf Frieden. Ethisch-rechtliche Orientierungen. München 1986 (mit Klaus Rehbein)
- Notwendige Bildung. Studien zur Pädagogischen Anthropologie, Frankfurt/M. u. a. 1985 (mit Hans-Georg Wittig)
- Pädagogik im Atomzeitalter. Wege zum Frieden, Freiburg i.Br. 1984, 2. erw. Auflage (mit Hans-Georg Wittig)
- Politische Pädagogik - Pädagogische Politik. Hannover 1973
- Einführung in die vergleichende Pädagogik. Darmstadt 1973. ISBN 3-534-05641-8